# 岐阜大仏

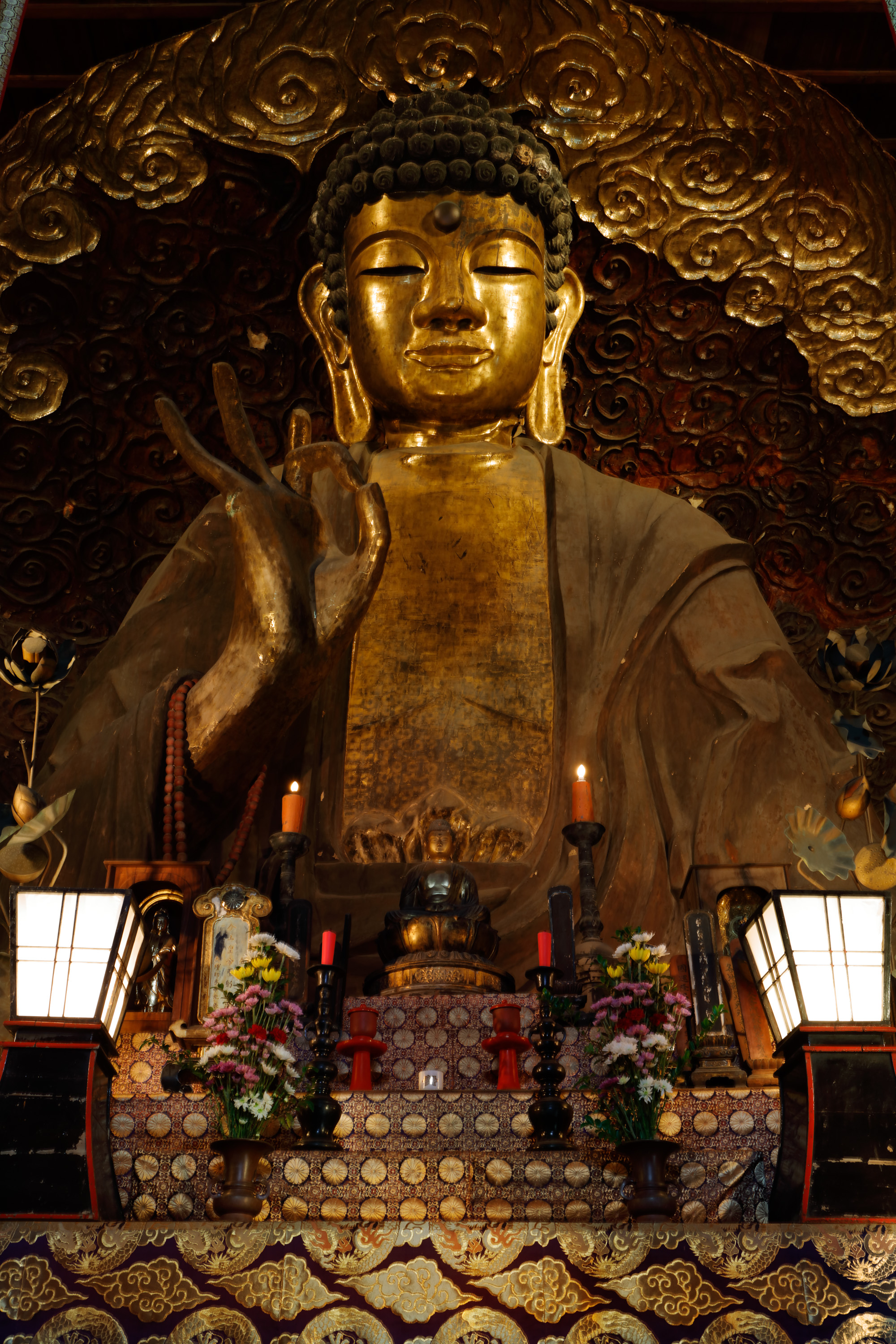
岐阜大仏

岐阜大仏（ぎふだいぶつ）は、岐阜県岐阜市大仏町の黄檗宗金鳳山正法寺にある仏像（大仏）である。岐阜県指定重要文化財（昭和49年3月6日指定）。
2015年（平成27年）4月24日、日本遺産「『信長公のおもてなし』が息づく戦国城下町・岐阜」の構成文化財に認定される。

## 概要
釈迦如来の坐像で、日本三大仏のひとつとされる。江戸時代後期に塑像漆箔で造られた、日本最大級の乾漆仏とされる。
像高13.63m、顔の長さ3.63m、目の長さ0.66m、耳の長さ2.12m、口幅0.70m、鼻の高さ0.36m。
周囲6尺（約1.8m：直径約57cm）のイチョウの木を真柱として、木材で骨格を組み、竹材を編んで仏像の形を形成する。この竹材の上に粘土を塗り、一切経、阿弥陀経、法華経、観音経等の経典が書かれた美濃和紙を張り付けて漆を塗り、金箔を張っている。経典は当時の住職が読経し、一枚一枚貼られている。籠を編むように造られたことから、別名を「籠大仏（かごだいぶつ）」という。岐阜大仏に使われた経典は四万巻に上るとされる。

## 建立の経緯
江戸時代後期の寛政の頃、金鳳山正法寺の第11代惟中和尚は、相次ぐ大地震や大飢饉に心を痛め、これらの災害で亡くなった人々の菩提のために、大釈迦如来像の建立をはかる。1791年（寛政3年）頃から、大仏に使用する経本を集めだすが、思うように集められず、各地を托鉢してひたすら集める。1800年には堂が完成。その時には大仏の頭部のみが完成していた。1815年（文化12年）、惟中は志の半ばで亡くなる。暫く中断したが、第12代肯宗和尚はその後を継ぎ、引き継いで13年後の1832年（天保3年）4月、遂に大釈迦如来像は完成する。つまり建立に38年かかったことになる。胎内仏として、薬師如来像が安置されている。この薬師如来像は、室町時代に美濃国厚見郡革手（現在の岐阜市正法寺町）の革手城の城下にあった、土岐氏の氏寺である霊正山正法寺（現在は廃寺）の本尊である。平安時代の円仁（慈覚大師）作との伝承がある。
開眼供養の際には、織田信長居住以来の盛儀だったと伝えられている。

## 拝観
- 所在地：岐阜県岐阜市大仏町8
- 開館日：年中無休
- 開館時間：9:00～17:00
- 拝観料：大人 200円、小人 100円
- 駐車場：あり

## 交通アクセス
無料の駐車場があるが、数台分しか無い。公共交通機関としては、岐阜駅及び名鉄岐阜駅より岐阜バスで岐阜公園、長良橋方面のバス（高富行き等）で「岐阜公園歴史博物館前」バス停下車徒歩3分。なお、岐阜駅及び名鉄岐阜駅に戻る場合は、正法寺の真南に位置する「大仏南・妙照寺前」バス停も利用可能。

## 周辺
- 常在寺
- 妙照寺
- 岐阜公園｜岐阜城｜日中友好庭園
- 川原町

## ギャラリー

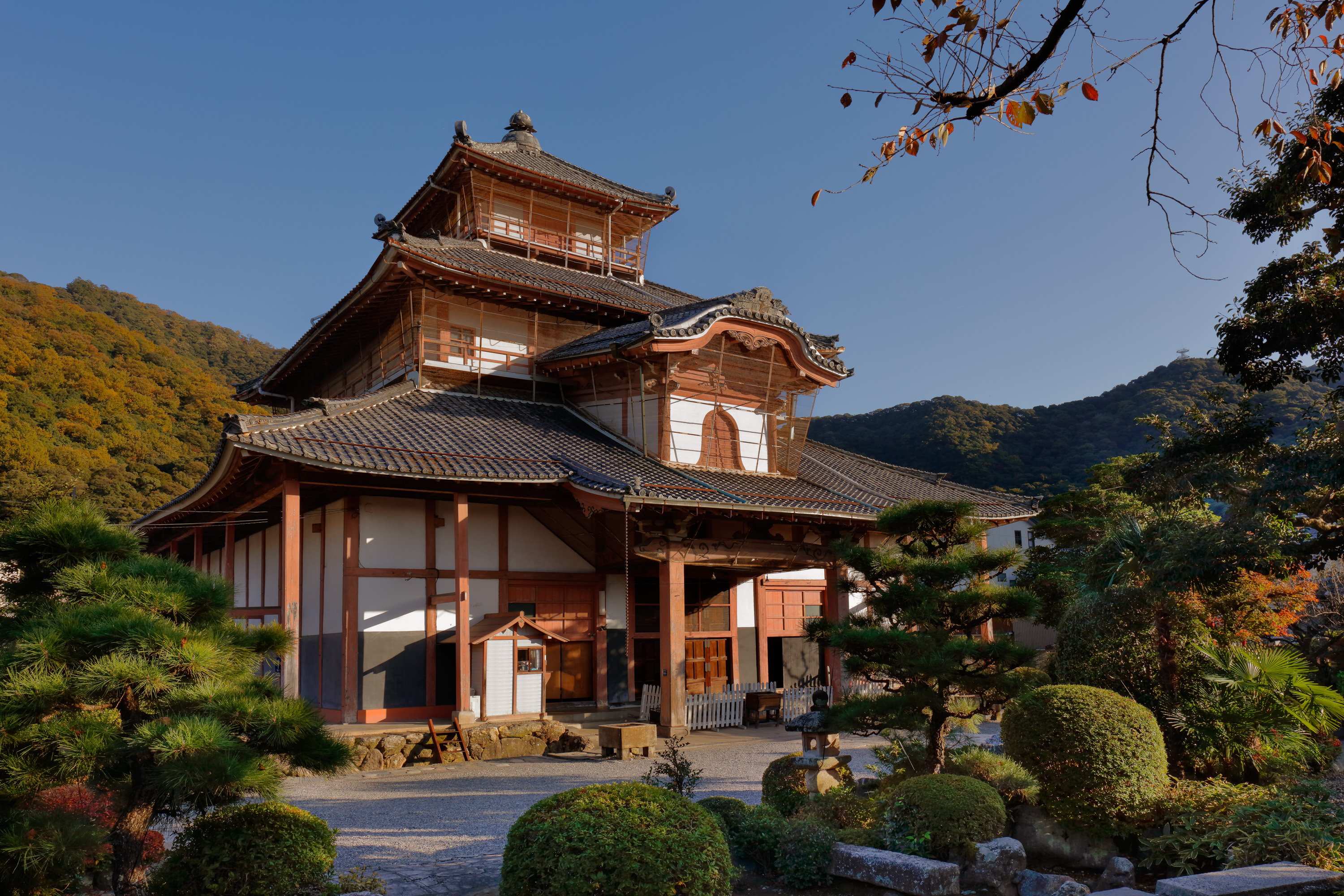
正法寺 大仏殿
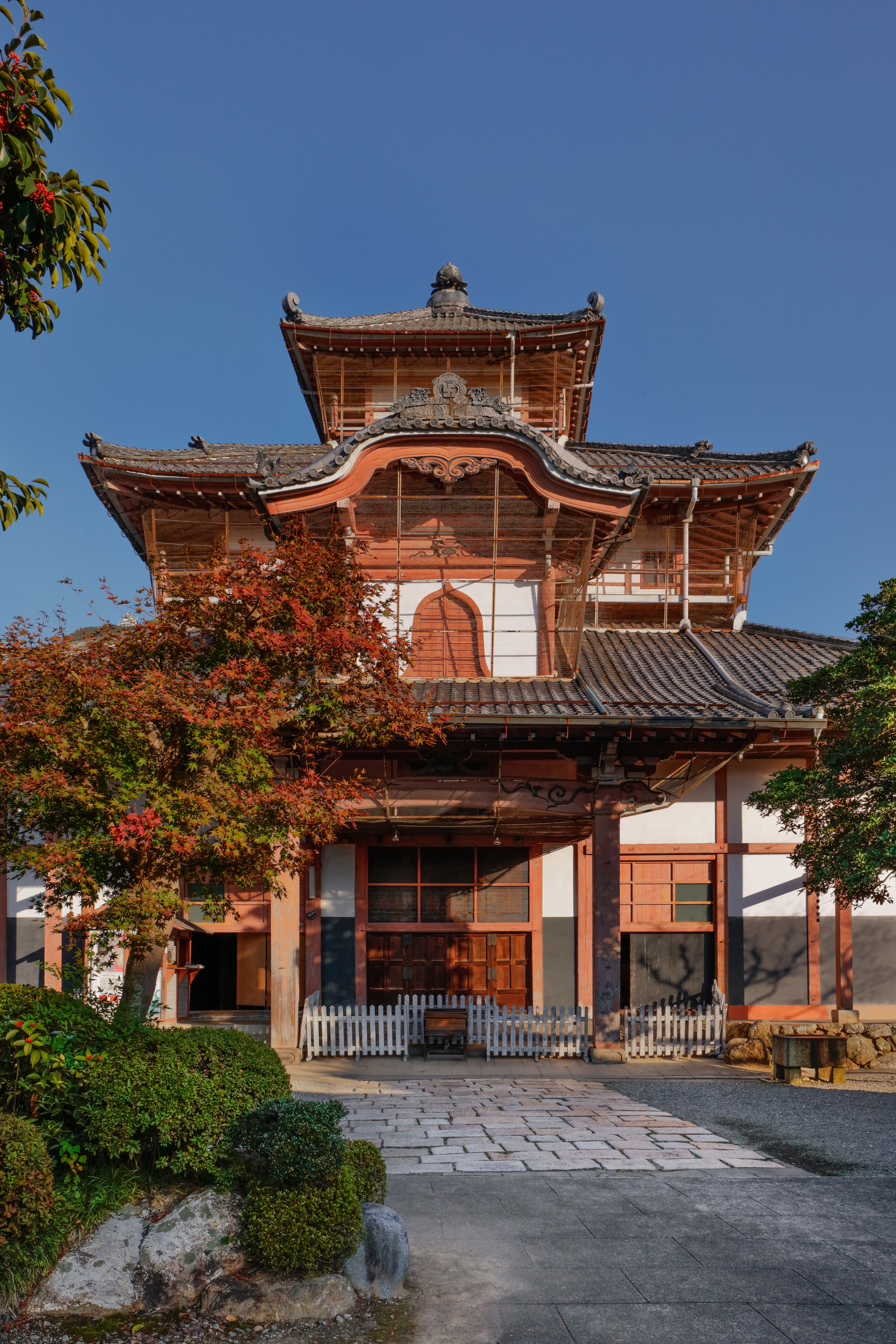
正法寺 大仏殿
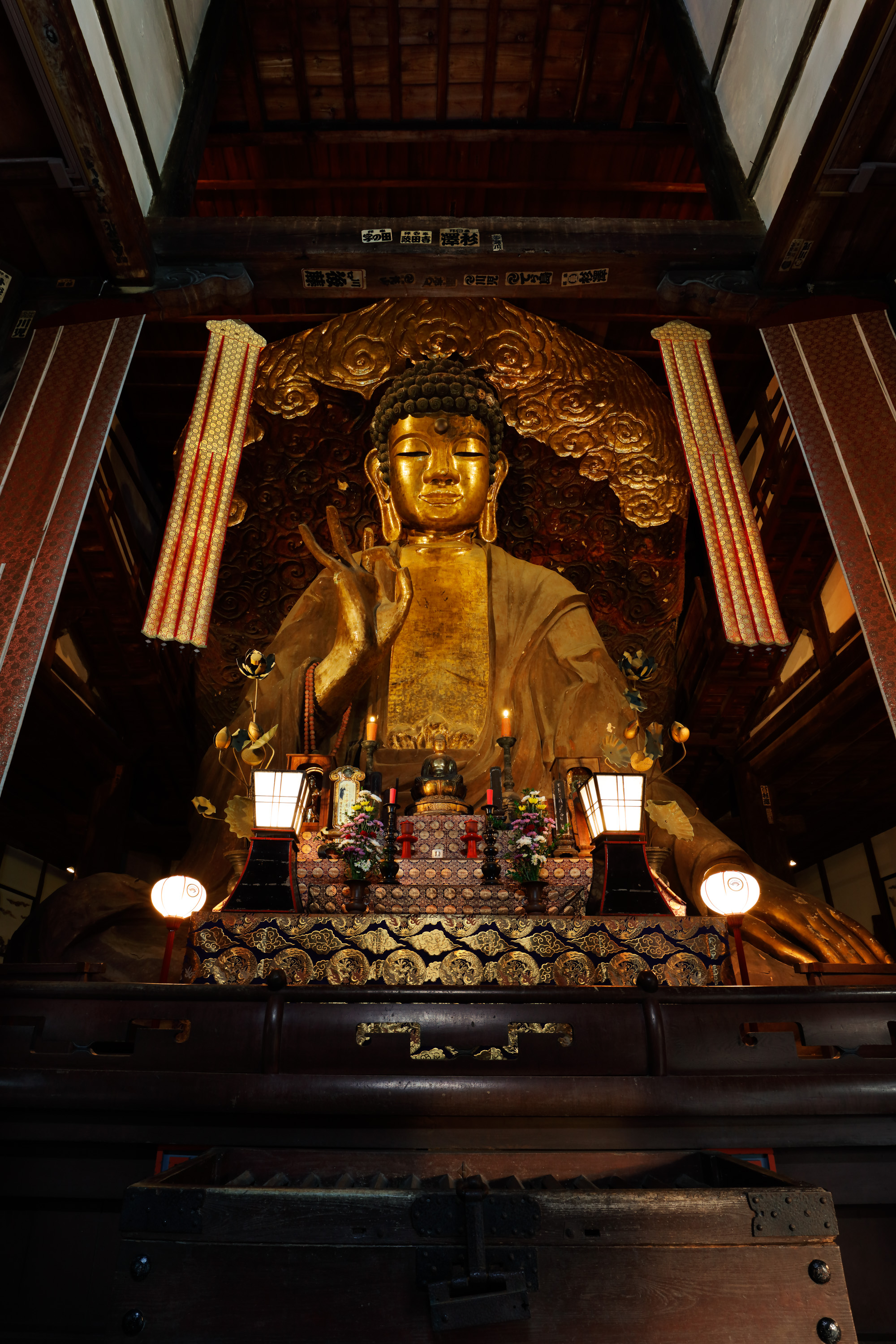
岐阜大仏（正法寺）
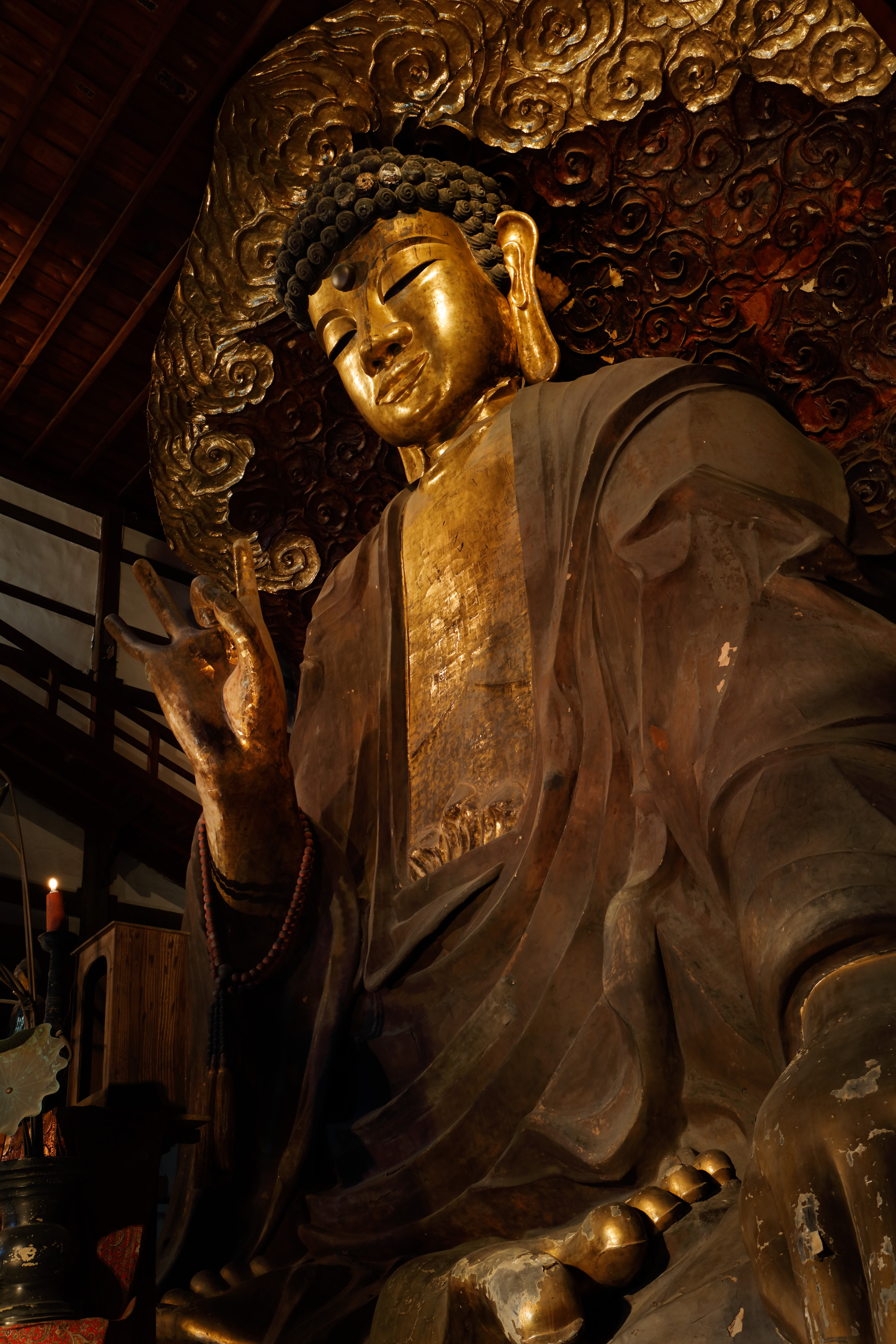
岐阜大仏（正法寺）
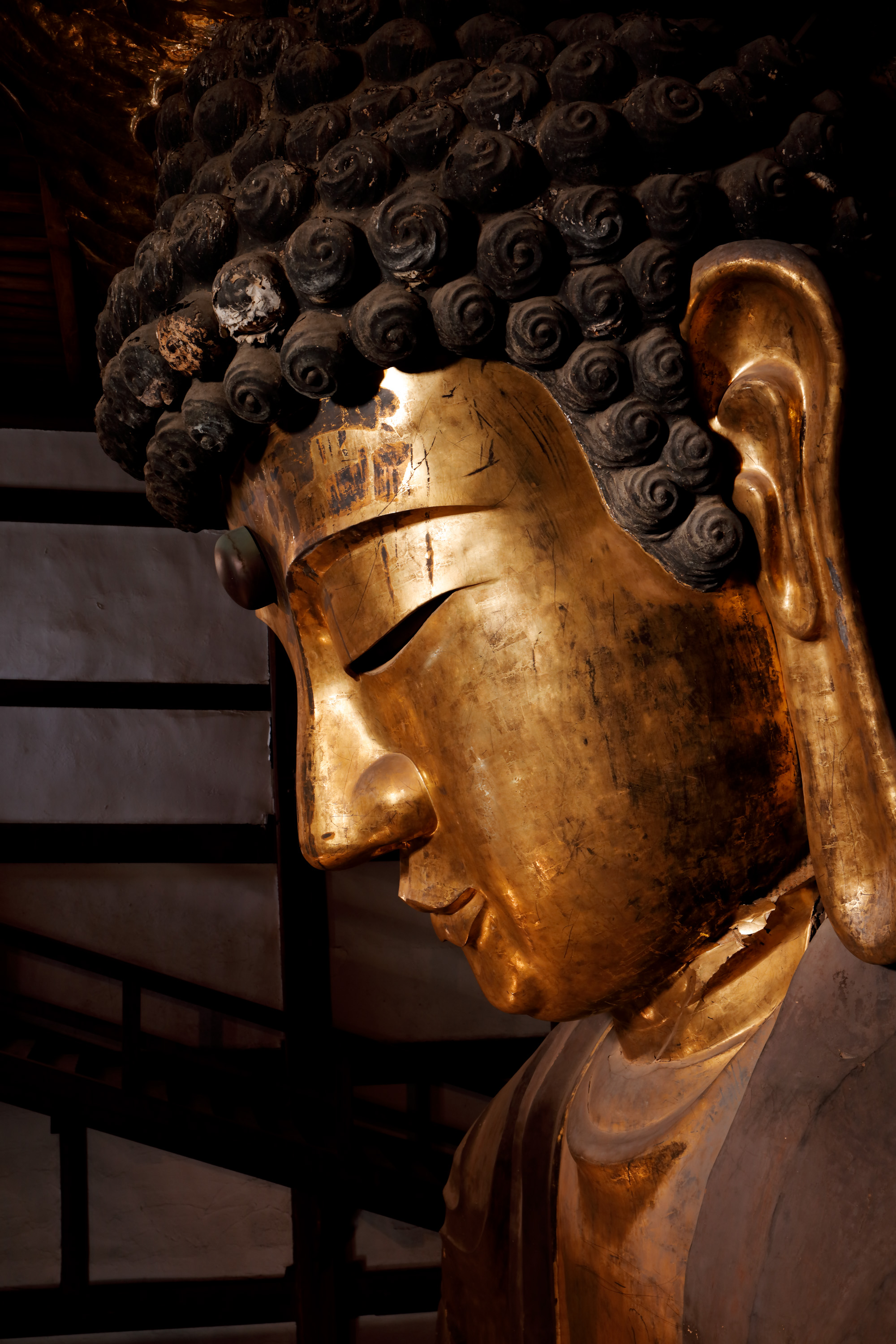
岐阜大仏（正法寺）
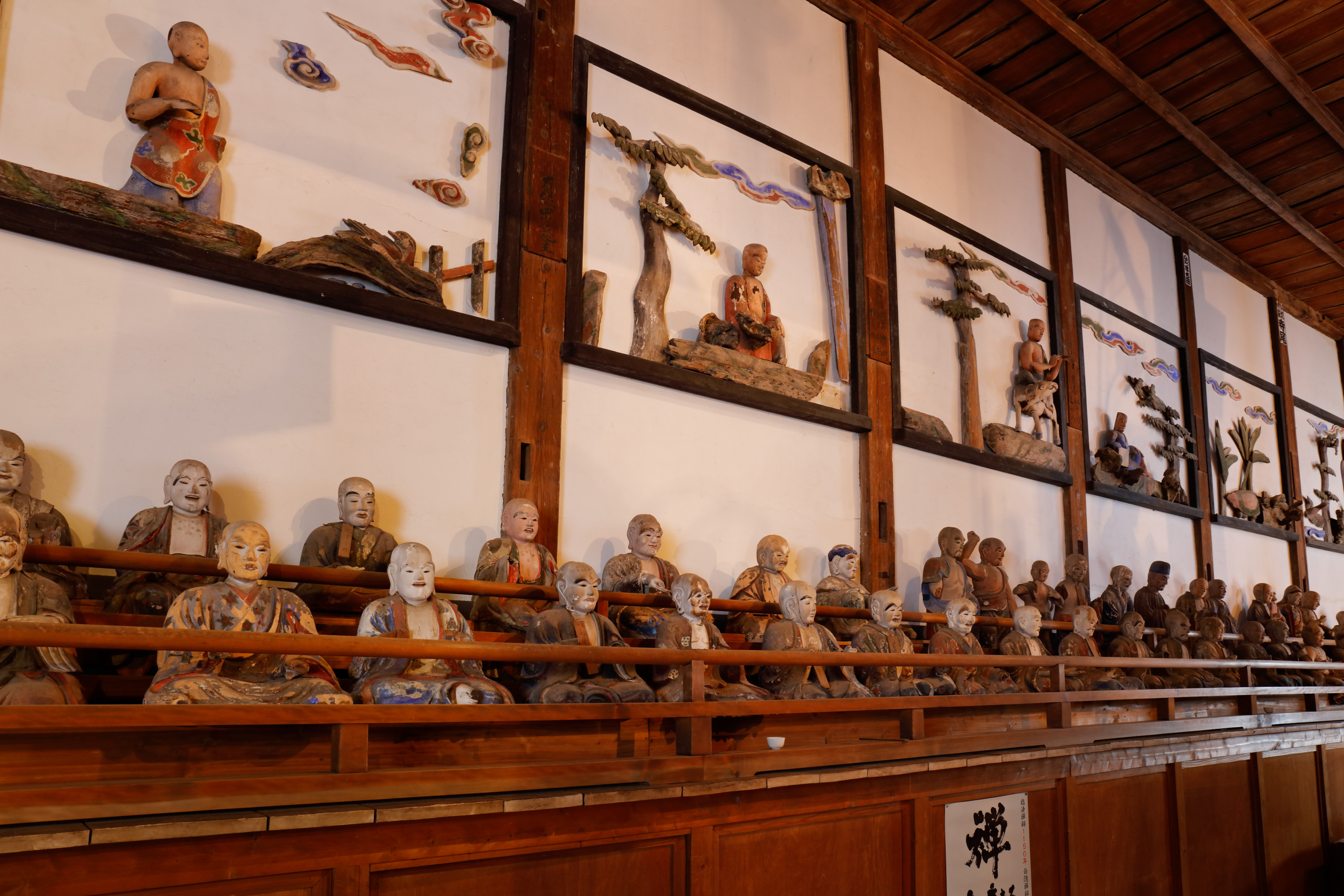
五百羅漢（正法寺）
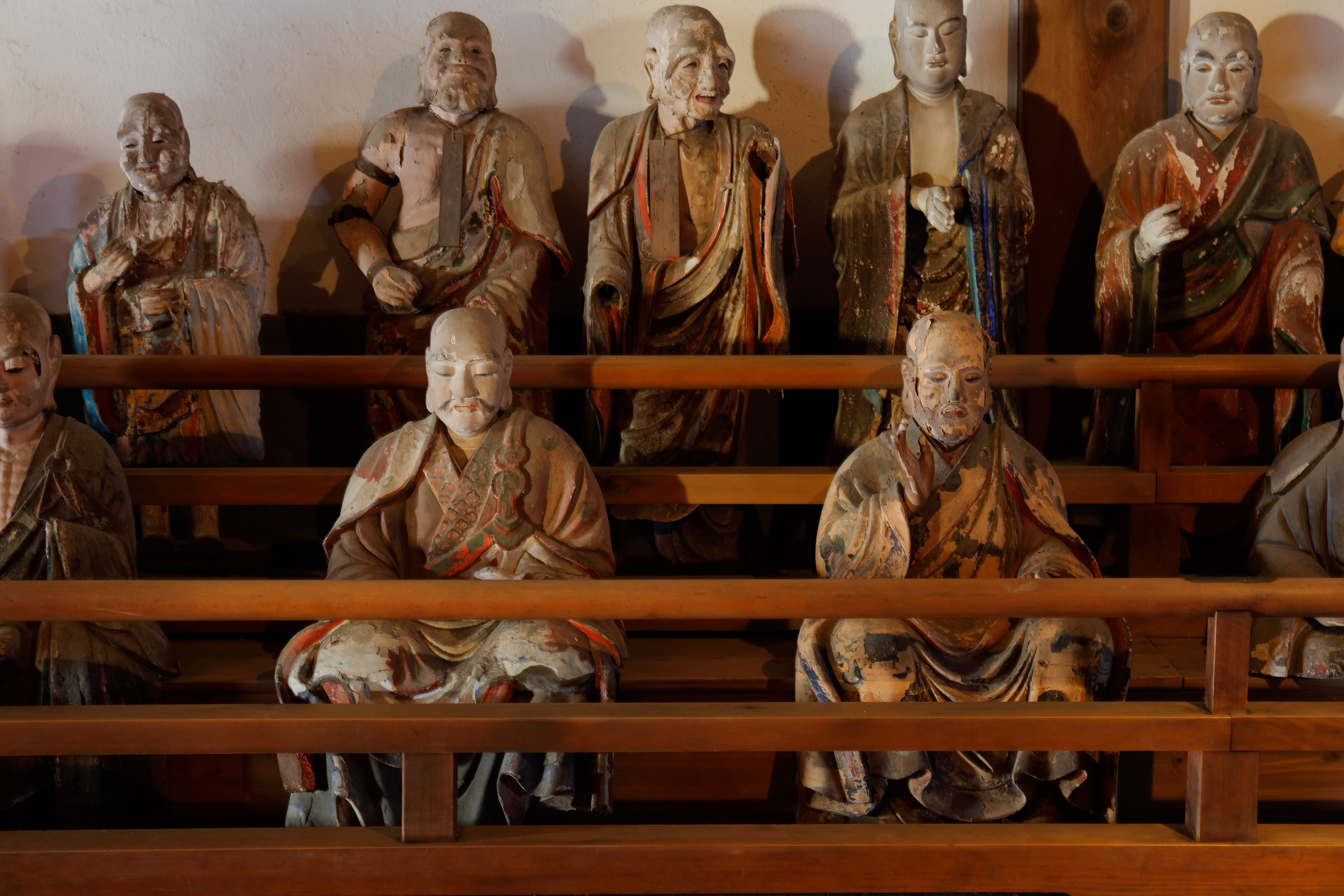
五百羅漢（正法寺）